# میر، بلاروس
میر (به لاتین: Mir) یک منطقهٔ مسکونی در بلاروس است که در Kareličy District واقع شده‌است.